# Copdock
Copdock is een dorp in het bestuurlijke gebied Babergh, in het Engelse graafschap Suffolk. Het maakt deel van de civil parish Copdock and Washbrook. Het heeft een kerk.